# تكرار متقطع
يوجد تكرار متقطع في الدنا Interspersed repetitive DNA في جميع جينومات حقيقيات النواة. وهي تختلف عن الحمض النووي المتكرر الترادفي في أنه بدلاً من أن تأتي التسلسلات المتكررة مباشرة بعد بعضها البعض فهي تكون منتشرة في جميع أنحاء الجينوم وغير متجاورة. يمكن أن يختلف التسلسل الذي يتكرر حسب نوع الكائن الحي و عديد من العوامل الأخرى. تنتشر فئات معينة من التسلسلات المتكررة المتناثرة عن طريق التبديل بوساطة الرنا ؛ وقد أطلق عليها اسم النواقل الرجعية ، وهي تشكل 25-40٪ من معظم جينومات الثدييات. تسمح بعض أنواع عناصر الحمض النووي المتكررة المتناثرة لنشأة جينات جديدة بالتطور عن طريق فصل تسلسلات الحمض النووي المماثلة من تحويل الجينات أثناء الانقسام الاختزالي . 

## تحويل الجينات داخل الكروموسومات وبين الكروموسومات
يعمل تحويل الجينات على تماثل تسلسل الحمض النووي باعتباره الركيزة. ليس هناك أي شرط بأن تكمن التماثلات التسلسلية في المواضع الأليلية على الكروموسومات الخاصة بها أو حتى أن تقع التماثلات على كروموسومات مختلفة. يمكن أن تحدث أحداث تحويل الجينات بين أعضاء مختلفين في عائلة الجينات الموجودة على نفس الكروموسوم.  عندما يحدث هذا، فإنه يسمى تحويل الجينات داخل الكروموسوم ، وهو يختلف عن تحويل الجينات بين الكروموسومات. ويكون التأثير على تجانس تسلسل الدنا هو نفسه.

## دور الحمض النووي المتكرر المتخلل
تلعب التسلسلات المتكررة دور فك ارتباط شبكة تحويل الجينات، مما يسمح لنشأة جينات جديدة بالتطور. إن المتكرر تسلسل ألو أو الينقول الراجع الصغير في الدنا متخصص في فك تحويل الجينات داخل الكروموسومات بينما الحمض النووي المتكرر المسمى عنصر نووي طويل الانتشار متخصص في فك تحويل الجينات بين الكروموسومات. في كلتا الحالتين، تمنع التكرارات المتناثرة تحويل الجينات عن طريق إدخال مناطق غير متماثلة ضمن تسلسلات الحمض النووي المتشابهة. وبذلك تضيع قوى التجانس التي تربط تسلسلات الحمض النووي وتكون تسلسلات الدنا حرة في التطور بشكل مستقل. وهذا يؤدي إلى تولد جينات جديدة وأنواع جديدة أثناء التطور .  من خلال كسر الروابط التي من شأنها أن تحل محل الاختلافات الجديدة في تسلسل الحمض النووي، فإن التكرارات المتناثرة تحفز التطور، مما يسمح لنشأة جينات جديدة .
Mechanism of Repetitive DNA Sequences in blocking gene conversion

## تحفز عناصر الدنا المتناثرة تطور جينات جديدة
ترتبط تسلسلات الدنا معًا في مجموعة الجينات عن طريق أحداث تحويل الجينات. يؤدي إدخال عنصر الحمض النووي المتناثر إلى كسر هذا الارتباط، مما يسمح بالتطور المستقل لجين جديد. '''التكرار المتقطع '''هو آلية عزل تمكن جينات جديدة من الظهور دون تدخل من الجين السلف. نظرًا لأن إدخال تكرار متقطع يعد حدثًا ملاحيًا، فإن تطور الجين الجديد سيكون أيضًا ملاحيًا. نظرًا لأن الانتواع يعتمد في النهاية على إنشاء جينات جديدة، فإن هذا يؤدي بطبيعة الحال إلى حدوث توازنات نقطية . وبالتالي فإن التكرارات المتناثرة هي المسؤولة عن التطور المتقطع وأنماط التطور السريعة .

## أنظر أيضا
- هيكل كروموسوم حقيقي النواة
- التنظيم الجينومي
- L1Base